# FC Kupiškis
FC Kupiškis är en fotbollsklubb från staden Kupiškis i Litauen som grundades 2017.  

## Placering tidigare säsonger
| Säsong | Nivå | Liga       | Placering | Referens          | Notering                   |
| ------ | ---- | ---------- | --------- | ----------------- | -------------------------- |
| 2018   | 2    | Pirma lyga | 13        | [ 1 ]             |                            |
| 2019   | 2    | Pirma lyga | 10        | [ 2 ] [ 3 ] [ 4 ] | Nedflyttad till Antra lyga |
| 2020   | x    | x          | x         |                   | Upplöst                    |

## Trupp 2020
Uppdaterad: 29 januari 2020
| 1  | Lettland | MV | Gļebs Sopots       |  |  |  |  |  |
| 89 | Litauen  | MV | Aurimas Žirgulis   |  |  |  |  |  |
|    |          |    |                    |  |  |  |  |  |
| 2  | Litauen  | F  | Donatas Paulauskas |  |  |  |  |  |
| 18 | Lettland | F  | Aleksandrs Kļimovs |  |  |  |  |  |
| 20 | Litauen  | F  | Mindaugas Butkus   |  |  |  |  |  |
| 43 | Litauen  | F  | Lukas Baranauskas  |  |  |  |  |  |
| 88 | Lettland | F  | Aleksandrs Zeņkovs |  |  |  |  |  |
|    |          |    |                    |  |  |  |  |  |
| 5  | Litauen  | MF | Ignas Barkauskas   |  |  |  |  |  |
| 8  | Litauen  | MF | Arnas Laurenčikas  |  |  |  |  |  |

| 16 | Elfenbenskusten | MF | Cesar Bahi           |  |  |  |  |  |
| 17 | Kamerun         | MF | Rigoret Song Bahanag |  |  |  |  |  |
| 26 | Litauen         | MF | Redas Graičiūnas     |  |  |  |  |  |
| 40 | Lettland        | MF | Vladislavs Grigjans  |  |  |  |  |  |
| 44 | Lettland        | MF | Jevgēņijs Kazura     |  |  |  |  |  |
|    |                 |    |                      |  |  |  |  |  |
| 7  | Litauen         | A  | Edgaras Stankevičius |  |  |  |  |  |
| 9  | Belarus         | A  | Dzmitry Kuzmin       |  |  |  |  |  |
| 11 | Litauen         | A  | Marius Zabarauskas   |  |  |  |  |  |
| 22 | Lettland        | A  | Staņislavs Pihockis  |  |  |  |  |  |

## Tränare
- Leonardo Iparraguire, (2018)[7]
- Eduards Štrubo, (2019)